# Wårgårda herrgård

Vårgårda herrgård är en herrgård i Vårgårda i Västergötland. Den bildades på 1700-talet med nuvarande omfattning från 1756. 1840 köptes den av Fredrik Sundler som brukar ses som Vårgårdas grundare och den nuvarande huvudbyggnaden byggdes. Aron Heyman köpte Vårgårda herrgård 1859 och inledde satsningen på kvarnverksamhet 1871. Herrgården med bolaget AB A Heyman blev känt för tillverkningen av Vårgårdaris och Doggy hundfoder.